# William Scrots

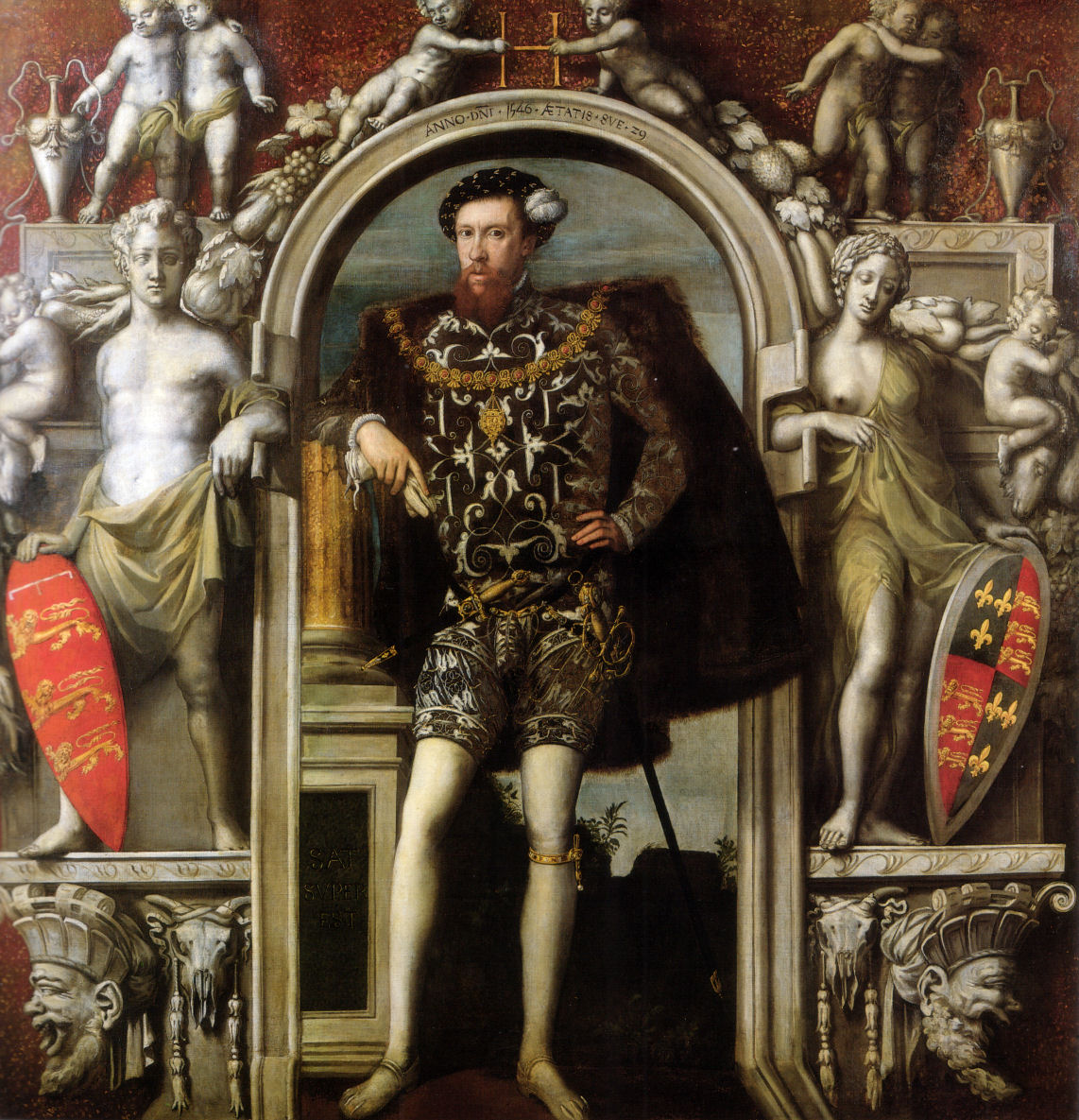
Henry Howard, Conde de Surrey, 1546. Atribuido a William Scrots.

William (o Guillim) Scrots (o Scrotes o Stretes) (activo 1537 – 1553) fue un pintor de la corte Tudor y un exponente del estilo manierista de pintura en los Países Bajos. El primer dato sobre él es su nombramiento como pintor de corte de María de Habsburgo, regente de los Países Bajos, en 1537. En Inglaterra, sucedió a Hans Holbein como pintor del rey de Enrique VIII en 1546, con un sustancial salario anual de £62 10s, más del doble de las treinta libras al año de Holbein. Siguió desempeñando este papel durante el reinado del rey niño Eduardo VI. Su salario cesó a la muerte de Eduardo en 1553, después de lo cual se ignora qué fue de él, aunque se presume que dejó Inglaterra.

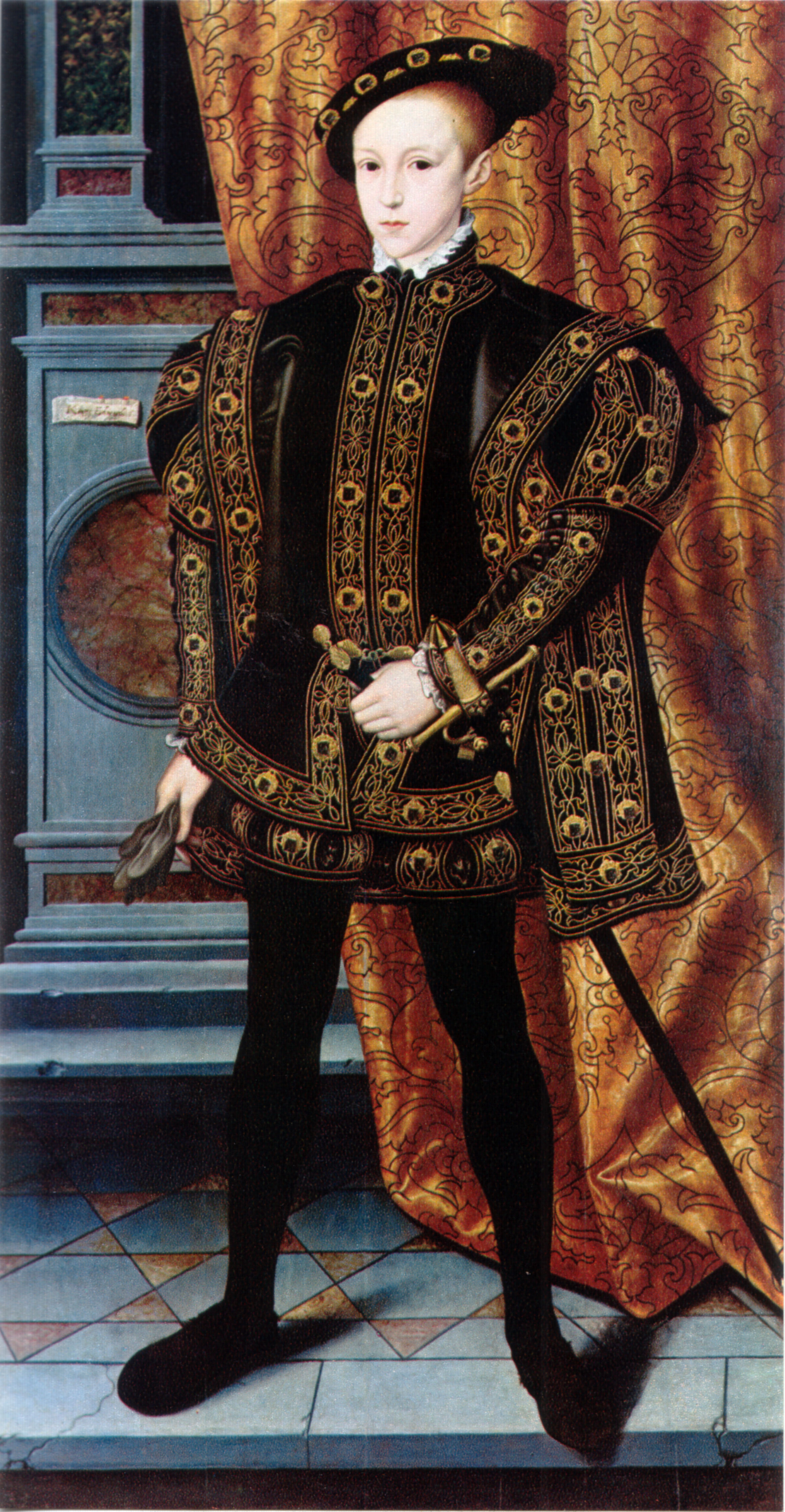
Eduardo VI, atribuido a Scrots, Hampton Court.

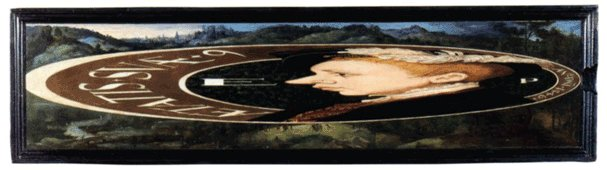
Retrato de Eduardo VI en perspectiva distorsionada, 1546.

Se sabe poco más de Scrots más que sus pinturas mostraban un interés en las técnicas ingeniosas y detalles accesorios. A Scrots le pagaron en 1551 por tres «grandes tablas», dos de las cuales eran retratos de Eduardo entregados a los embajadores como regalo para los monarcas extranjeros, y el tercero una «pintura realizada del último conde de Surrey». Dos retratos a tamaño natural de Eduardo VI en pose similar a la del retrato de Holbein de su padre, uno hoy en la Colección Real (izquierda) y otro ahora en el Louvre (abajo), se atribuyen a Scrots y probablemente sean estas dos pinturas. Scrots también pintó un perfil anamórfico de Eduardo VII, distorsionado de manera que es imposible verlo con normalidad salvo desde un ángulo especial desde el lado. Este truco óptico es parecido al usado por Holbein en su cuadro Los Embajadores y en retratos contemporáneos de Francisco I y Fernando I. Más tarde, cuando el cuadro se expuso en el Palacio de Whitehall en el invierno de 1591–92, creó sensación, y se llevaba a los visitantes importantes a verlo.
En las palabras del historiador del arte Ellis Waterhouse, «aunque Scrots no era un pintor de grandes dotes creativas o imaginativas, conocía la última moda, y una serie de pinturas aparecidas en la corte inglesa durante los siguientes años que podían ver en modernidad con aquellos producidos en cualquier otro lugar de Europa septentrional». En particular, Scrots parece haber ayudado a popularizar el retrato de cuerpo entero en la misma época en que se puso de moda en el continente.
El retrato de Scrots de Henry Howard, Conde de Surrey, tiene un enfoque sorprendentemente diferente de la retratística en relación con el previamente adoptado por Holbein y otros pintores de Inglaterra. Esto, especialmente en la estatuaria arquitectónica que lo rodea, es en estilo manierista que se originó en Florencia y luego se divulgó por la Francia de Francisco I y a los Países Bajos. Muestra el alargamiento de la figura típica del estilo. El artista representa al conde vestido en una ropa fantásticamente ornamentada y lo rodea de detalles arquitectónicos y emblemas de la escultura clásica. Estos pueden estar relacionados con el único proyecto manierista a gran escala de Inglaterra, entonces casi acabado, el Palacio de Nonsuch en Surrey. La pintura estableció una nueva moda en la retratística inglesa. El conde fue ejecutado en 1547 como reo de traición; parte (en realidad la mayoría) de la evidencia que se presentó contra él es que hizo un uso inadecuado del Escudo de Inglaterra, como de hecho hace aquí. Era de ascendencia real, pero estas no eran sus armas personales. Se presentó un dibujo heráldico como evidencia, pero este cuadro no parece haber sido mencionado en su juicio.
Una pintura tres cuartos de Eduardo como Príncipe de Gales con Hunsdon House, Hertfordshire, en el fondo y el famoso retrato de Isabel I como princesa (ilustración), ambos datan de 1546, han sido desde hace tiempo sugeridos como obras de Scrots no documentadas, pero los historiadores de arte han cuestionado recientemente esta atribución.